# Cédric O
Cédric O, född 18 december 1982 i L'Arbresle, är en fransk politiker från La République En Marche (LREM), från 2019 till 2022, som utrikesminister för den digitala ekonomin (juniorminister) i premiärministrarna Édouard Philippe och Jean Castex regeringar.
O är en av grundarna till startupen Mistral AI med artificiell intelligens.
Efter examen från Lycée du Parc skrev han in sig på HEC Paris och avlade examen 2006.